# Tatiana Rojas Leiva
Tatiana Valeska Rojas Leiva (Santiago, 28 de septiembre de 1972) es una antropóloga social y política chilena, integrante del Frente Amplio. Entre marzo de 2022 y junio de 2023 ejerció como subsecretaria de Vivienda y Urbanismo durante el gobierno del presidente Gabriel Boric.

## Biografía
Rojas es antropóloga social, egresada de la Universidad Bolivariana de Chile, y posee estudios de posgrado en la Universidad de Chile. Ha trabajado en el ámbito de la gestión pública y en proyectos vinculados a la planificación territorial y el desarrollo urbano.

## Carrera política
Militante de Revolución Democrática hasta 2024, año en que se incorporó al Frente Amplio, Rojas ha desempeñado cargos técnicos y directivos en organismos estatales. El 11 de marzo de 2022 asumió como subsecretaria de Vivienda y Urbanismo, siendo parte del equipo inicial del presidente Gabriel Boric Font. Ocupó el cargo hasta el 24 de junio de 2023.

## Familia y estudios
Realizó sus estudios superiores en la carrera de antropología social en la Universidad Bolivariana de Chile, y luego cursó un magíster en antropología y desarrollo en la Universidad de Chile.
Es madre de una hija.

## Trayectoria profesional
Cuenta con experiencia en investigación social, diseño y aplicación de instrumentos de investigación, análisis y evaluación de proyectos. Durante su trayectoria profesional, se ha desempeñado principalmente como funcionaria del Estado, con una carrera de dieciséis años en el ámbito público. Durante los gobiernos de la Concertación, trabajó como encargada nacional del programa «Un Barrio para mi Familia», organizado por el Fondo de Solidaridad e Inversión Social (Fosis), dependiente del entonces Ministerio de Planificación Nacional.
Posteriormente, durante el primer gobierno de Michelle Bachelet, en 2008, ingresó al Ministerio de Vivienda y Urbanismo, donde ha cumplido roles de sectorialista en la División de Política Habitacional, además de desempeñarse en el Departamento de Atención a Grupos Vulnerables. Asimismo, durante el segundo gobierno de Michelle Bachelet ejerció como encargada nacional del área social del «Programa de Campamentos». En esa misma línea, también fungió como jefa del equipo de gestión de proyectos críticos del Departamento de Operaciones Habitacionales del Servicio de Vivienda y Urbanismo (Serviu) en la región del Biobío, organismo dependiente de dicho Ministerio.

## Trayectoria política
Feminista y exmilitante del partido Revolución Democrática (RD), donde lideró paritariamente durante 2018 el «Plan de Formación Política» del partido, y luego fue coordinadora paritaria de la Comisión de Ciudad y Territorio del mismo.

## Controversias
El 24 de junio de 2023 el presidente Gabriel Boric le solicitó la renuncia a la exsubsecretaria Rojas por no informar al ministro Montees los convenios que solicitó Democracia Viva, fundación ligada a militantes de Revolución Democrática y mismo partido en que militaba en ese entonces, posteriormente se conocerían whatsaap en que demostraban que la subsecretaria conocía y mantenía contactos con el ex seremi de vivienda de Antofagasta Carlos Contreras sobre los convenios. Los convenios irregulares se enmarcaban dentro del denominado Caso Convenios y que tuvo a Democracia Viva como uno de los principales involucrados ya que vía trato directo se adjudicó casi 500 millones de pesos.